# Schaliënhuis
Het Schaliënhuis was een groot kasteel in het gehucht Sneppelaar in de in het Hertogdom Brabant gelegen heerlijkheid Londerzeel. Het gebouw had vijf verdiepingen en de oorsprong ervan ging minstens terug tot de 16e eeuw. Het Schaliënhuis was het hoofdgebouw van de gelijknamige – aan Londerzeel onderhorige – cijnsheerlijkheid; vanaf de vroege 17e eeuw was het zelfs een officieel leengoed. Het bouwwerk domineerde eeuwenlang het landschap van het landelijke gehucht totdat het in het jaar 1816 afgebroken werd. De grote vijver bij de hoek van de Bessembaan en de Maldersesteenweg is de enige restant die vandaag nog zichtbaar is.

## Geschiedenis

### Vroegste geschiedenis (tot 1591)
De eerste gekende eigenaars van het kasteel zijn François Gillis en diens vrouw Kathelijne sCosters (alias Stoesters), een gegoede familie uit de stad Brussel. Zij trouwden circa 1550 en het is daarom mogelijk dat ze reeds ergens in de jaren 1550 het Schaliënhuis aankochten. De oudste gekende vermelding ervan is weliswaar pas vindbaar in een akte die opgesteld is op 7 februari 1587. Oudere vermeldingen zijn immers verdwenen door de vernietigde brand van het Londerzeelse schepenarchief enkel jaren eerder ten gevolge van de godsdienstoorlogen. De akte van 1587 betrof de verkoop van het kasteel met bijhorende eigendommen door de zes kinderen en erfgenamen van het gezin Gillis–sCosters. Het geheel staat beschreven als:
"(...) een steijnen huijs wesende vijff stagien hooge met eenen cruijthoff, met oijck een pachtershuijs, schuere, poorte ende stallingen, brouwhuijs ende backhuijs, met eenen boomgaert achter ‘t voerscreven steijnen huijs ende eenen achter die voerscreve schuere, groet tsaemen ontrent een bundere luttel min oft meer, gelegen inde prochie van Londerseel tot Sneppelaer."
Het was dus in 1587 reeds een gebouw dat vijf verdiepingen telde en dat een heel aantal bijgebouwen had op het ongeveer 1,25 ha grote domein. Behalve de bijhorende pachtboerderij met schuren, stallen en groentetuin, had het immers ook een eigen bakhuis, een brouwerij en twee boomgaarden. De sinds dat jaar nieuwe eigenaars van het gebouw en toebehoren waren Aert Francken en diens vrouw Magdalena Ducarne. Francken was een rijke handelaar uit de stad Antwerpen die het Schaliënhuis aankocht als landelijk buitenverblijf; de functie die het ten tijde van de familie Gillis vermoedelijk ook al vervulde.

### Heerschappij van Goubau (1591–1635)
Aert Francken was minder dan vier jaar lang eigenaar van het complex, want hij gaf het aan zijn dochter Joanna als bruidsschat. Joanna Francken trouwde op 8 januari 1591 met Jan-Baptist Goubau, die net als zijn schoonvader een handelaar uit de stad Antwerpen was. Jan-Baptist Goubau was voor verscheidene redenen van groot belang voor Sneppelaar en het kasteel. Belangrijk is onder meer dat hij en Joanna er effectief woonden en het dus niet louter diende als een buitenverblijf. Bijna drie decennia lang bleef Goubau de eigendommen in bezit houden, wat eveneens voor meer stabiliteit zorgde dan de korte intervallen van de voorbije jaren. Goubau investeerde ondertussen in een groot aantal andere eigendommen in Londerzeel en omgeving – hij verkreeg onder meer een overerfbaar heerlijk cijns in Liezele (1605) – waardoor hij een lokale grootgrondbezitter werd. Het belangrijkst van al is weliswaar dat onder zijn bestuur Sneppelaar omgevormd werd van een gewone cijnsheerlijkheid tot een volwaardig leengoed met onder andere een eigen meier. De kasteelheer van het Schaliënhuis kon vanaf Jan-Baptist Goubau dus ook officieel de titel "heer van Sneppelaar" voeren en deze overerfbaar maken. Volgens historicus Alphonse Wauters (1855) schonk Jan-Baptist het kasteel op 23 september 1620 aan zijn dochter Maria Magdalena Goubau als bruidsschat. Alleszins bleef Jan-Baptist wel het vruchtgebruik over het gehele complex bezitten en dat voor de daaropvolgende vijftien jaar.
Zijn dochter Maria Magdalena trouwde in 1620 alleszins met Jehan Van der Vekene. Van der Vekene was een rijke heer die reeds vele eigendommen bezat in Londerzeel, maar ook heer was van de kleine – in de buurt van Roeselare gelegen – heerlijkheden Berent en Wijckhuize. Vanaf 1620 was hij dus ook in bezit van de naakte eigendom van het Schaliënhuis en de omliggende heerlijkheid. Pas op 5 oktober 1635 deed Goubau afstand van het vruchtgebruik, na bijna 45 jaar het in bezit gehad te hebben. De toen 67-jarige Jan-Baptist schonk het weliswaar slechts voor de helft aan zijn schoonzoon Jehan. Goubau's zoon Jan-Baptist jr. (een advocaat) kreeg de andere helft en dit omdat Goubau sr. nog openstaande schulden bij hen beiden had. Van der Vekene zou uiteindelijk bovenop de eigendom ook het volledige vruchtgebruik bekomen van zijn schoonbroer, maar wanneer precies is niet geweten. 

### Bestuur door de familie Van der Vekene (1635–1740)
Jehan had dus sinds 1635 grotendeels de controle over zijn eigendom te Sneppelaar. Hij was een medestander van de Spaanse koning Filips IV van Castilië en steunde zijn militaire campagnes ook uitvoerig. Daarom verhief Filips IV hem in 1658 in de erfelijke adelstand, al droeg hij wel "heer van Berent" als titel. Daarna bleef Van der Vekene zijn eigendommen gestaag uitbreiden. De belangrijkste aanwinst was het Hof ter Mannen in Londerzeel, dat hij in juni 1666 erfde van zijn overleden zoon François.  